# Lucy Ashjianová
Lucy Ashjianová (nepřechýleně Lucy Ashjian; 1907, Indianapolis – 1993) byla americká fotografka nejznámější jako členka newyorské skupiny Photo League. Její práce jsou zahrnuty ve sbírkách Metropolitním muzeu umění, New York, galerie Center for Creative Photography v Tucsonu v Arizoně a Museum of the City of New York.

## Raný život
Ashjianová se narodila v Indianapolis v Indianě arménským uprchlíkům. Získala titul z angličtině na Butler University v roce 1927. V roce 1937 absolvovala fotografickou školu Clarence H. Whitea.

## Kariéra
Ashjianová vstoupila do New York Photo League v roce 1937 jako fotografka, také působila jako editorka Photo Notes a předsedkyně představenstva školy League.
V roce 2012 byla zařazena na výstavu The Radical Camera: New York's Photo League, 1936–1951, která se konala v Židovském muzeu v New Yorku.

## Sbírky
Dílo autorky se nachází v následujících stálých sbírkách:
- Centrum pro kreativní fotografii, Tucson, Arizona[7]
- Columbus Museum of Art, Columbus, Ohio[8]
- Muzeum George Eastmana[9]
- Židovské muzeum, New York[10]
- Metropolitní muzeum umění, New York[1]
- Muzeum města New York[2]
- Muzeum umění ve Filadelfii[11]
- Muzeum umění Princetonské univerzity[12]